# Isoneuromyia argenteotomentosa
Isoneuromyia argenteotomentosa är en tvåvingeart som beskrevs av Kertesz 1909. Isoneuromyia argenteotomentosa ingår i släktet Isoneuromyia och familjen platthornsmyggor. Inga underarter finns listade i Catalogue of Life.